# 中心路街道 (邵阳市)
中心路街道，是中华人民共和国湖南省邵陽市大祥区下辖的一个乡镇级行政单位。

## 行政区划
中心路街道下辖以下地区：
中心路社区、府门口社区、曹婆井社区、六岭社区、邵府街社区和沙井头社区。